# Virginia E. Johnson
Virginia E. Johnson, ursprungligen Mary Virginia Eshelman, född 11 februari 1925 i Springfield, död 24 juli 2013, var en amerikansk sexolog och medlem av Masters och Johnsons forskningslag. Tillsammans med William Masters gjorde hon pionjärarbete inom forskningen kring den mänskliga sexuella responscykeln och psykisk sexuell dysfunktion. De två forskade på området från 1957 till in på 1990-talet.

## Biografi

### Tidiga år
Hon föddes i en jordbrukarfamilj, som dotter till Hershel "Harry" Eshelman och Edna, född Evans. Hennes far härstammade från Hessen. När hon var fem år gammal flyttade familjen till Palo Alto i Kalifornien, där fadern kom att arbeta med parkarbete för ett sjukhus. Senare återvände familjen till Missouri och återupptog jordbrukandet.
Vid 16 års ålder skrevs hon in vid hemstadens Drury College, studier som därefter avbröt. Sedan tillbringade hon fyra år med att arbete vid delstaten Missouris försäkringsbyrå. Till slut återvände hon till skolan och studerade vidare vid University of Missouri och Kansas City Conservatory of Music.
Under andra världskriget inledde hon en karriär som sångerska i ett band. Hon sjöng countrymusik för radiostationen KWTO hemma i Springfield, och där anammade hon artistnamnet Virginia Gibson. Genom ett av sina äktenskap bar hon dock fortsättningsvis efternamnet Johnson. 

### Sexologiskt arbete, liv med Masters
1957 träffade Johnson William H. Masters, i samband med att han rekryterade henne till en tjänst som forskarassistent vid Washington University in St. Louis. Arbetet förlades till avdelningen för obstetrik och gynekologi, där Masters under följande åren lärde upp Johnson i den medicinska terminologin, terapi och forskning.
Tillsammans utvecklade de två en polygraf-liknande apparatur för att mäta sexuell upphetsning hos människor. Genom dessa verktyg kunde de två under ett decenniums tid observera och mäta cirka 700 kvinnor och män som gick med på att fungera som "försökskaniner" i olika sexuella situationer – tillsammans med andra testpersoner eller genom onani på egen hand. Genom dessa studier identifierade Johnson och Masters de fyra faserna i den mänskliga sexuella responscykeln – upphetsning, platå, orgasm och utlösning.
1964 etablerade Masters och Johnson sin egen, oberoende och ideellt fungerande forskningsklinik i St. Louis, vid namn Reproductive Biology Research Foundation. 1978 gavs institutionen det nya namnet Masters and Johnson Institute.
I april 2009 rapporterade Thomas Maier i tidningen Scientific American att Johnson hade allvarliga invändningar emot institutets program för att konvertera homosexuella individer till heterosexuella. Programmet var verksamt från 1964 till 1977.

### Privatliv, död och betydelse
Efter två kortvariga äktenskap – ett med en lokal politiker (äktenskapet varade i två dagar), ett med en betydligt äldre advokat – gifte hon sig 1950 med bandledaren George Johnson. De två fick en son och en dotter, innan de skildes åt 1956. Virginia Johnson behöll dock efternamnet Johnson.
1971 gifte hon sig med sin forskarkollega William Masters (som hon då redan haft ett sexuellt förhållande med), efter att han skilt sig från sin första fru. Johnson och Masters skilde sig 1993, även om de fortsatte med sitt yrkesmässiga samarbete. Virginia Johnson avled 2013, till följd av komplikationer förorsakade av flera sjukdomar, vid 88 års ålder.
Duon Masters och Johnson byggde i sin forskning vidare på Alfred Kinseys pionjärarbete på 1940- och 1950-talen inom den sexologiska forskningen. De två tjänade i sin tur som inspirationskällor för en senare generation av forskare, inklusive Alex Comfort och hans internationellt bekanta bok Kärlekens nöjen från 1972. Inom Masters och Johnsons forskningsarbete var det hon som stod för både den administrativa hanteringen och den konkreta kontakten med försökspersonerna – inom en av de största sexologiska studierna i USA:s historia. Hon hade tidigare även arbetat som affärsskribent för tidningen St Louis Daily Record.
I sin forskning vederlade Masters och Johnson Sigmund Freuds då vedertagna idé om kvinnors orgasm som antingen klitoriell eller vaginal.